# Renaissance Capital
Renaissance Capital est une banque d'investissement axée sur les marchés émergents et frontaliers, fondée en 1995 en Russie, L'entreprise possède des bureaux à Moscou, Londres, New York, Lagos, Nairobi, Johannesburg, Le Cap, Le Caire et Nicosie .
Depuis 2012, Renaissance Capital fait partie du groupe ONEXIM, l'une des plus grandes sociétés de portefeuille d'investissement privé en Russie, détenue par le milliardaire russe Mikhail Prokhorov .
Renaissance Capital propose des services de banque d'investissement sur les marchés des capitaux d'emprunt et des actions, des fusions et acquisitions, des actions et des dérivés d'actions, des titres à revenu fixe, des produits de change et des dérivés de change, des produits de base , du courtage de premier ordre, de la recherche, ainsi que de la REPO et du financement.
Au 30 juin 2020, le total des actifs et des capitaux propres de la société s'élevait à 3,7 milliards de dollars et 445 millions de dollars, respectivement, et a déclaré un bénéfice net au premier semestre de 14,4 millions de dollars.
Renaissance Capital a été créée en 1995 par un groupe de partenaires fondateurs, dont Stephen Jennings, Boris Jordan, Leonid Rozhetskin, Anton Kudryashov et Richard Deitz. Au début des années 2000, Vyacheslav Nikolaev était chargé de l'analyse des télécommunications ,,,.
Le 22 septembre 2008, le Groupe ONEXIM et Renaissance ont conclu un partenariat stratégique par lequel le Groupe ONEXIM a acheté une participation de 50% (moins une action) dans Renaissance Capital pour 500 millions de dollars à la suite de l'émission de nouveaux capitaux propres, faisant remarquer que l'acquisition «présente l'opportunité de faire passer Renaissance Capital au niveau supérieur ».
En 2010, Renaissance Capital a payé 207 millions de rands (27 millions de dollars) pour acquérir Barnard Jacobs Mellet Securities Ltd., la société de courtage sud-africaine.
En novembre 2012, le Groupe ONEXIM a acquis de nouvelles participations dans Renaissance Capital, ce qui a abouti à la pleine propriété de la banque d'investissement et une participation indirecte de 89% dans la banque de crédit à la consommation Renaissance Credit. Commentant l'accord, Dmitry Razumov, PDG du groupe ONEXIM, a déclaré: «Nous croyons fermement en la stratégie de Renaissance Capital et que les ressources financières d'ONEXIM ne feront que renforcer la position unique de la banque sur les marchés sur lesquels elle opère. "  La transaction a été finalisée en avril 2013, après l'obtention de toutes les approbations réglementaires nécessaires.
Renaissance Capital a ouvert un bureau à Dubaï en février 2014, et a lancé le commerce sur les marchés du Moyen-Orient, notamment les Émirats arabes unis, l'Arabie saoudite, le Qatar, le Koweït, le Maroc, Oman et la Tunisie.
Renaissance Capital est active en Afrique depuis plusieurs années. L'entreprise a établi une présence sur le continent en 2007 avec des sites à Lagos et à Nairobi  et a ouvert des bureaux à Johannesburg, au Cap et au Caire respectivement en 2010, 2015 et 2017 ,, En mars 2015, Renaissance Capital a doublé son bénéfice net de ses activités principales pour l'ensemble de l'année 2014, affichant un bénéfice d'exploitation total de 250 millions de dollars.
En avril 2017, Renaissance Capital a annoncé l'ouverture prochaine de son bureau au Caire, axé sur la banque d'investissement, le financement et la recherche, et a reçu plus tard dans l'année sa licence pour opérer dans le pays .
En juillet 2019, Renaissance Capital est devenue membre commercial d'Astana International Exchange (AIX) au Kazakhstan.

## La gestion
Depuis avril 2017, Renaissance Capital est dirigée par les co-PDG Ruslan Babaev et Anna Vyshlova, qui supervisent la stratégie et les opérations quotidiennes de l'entreprise. Ruslan Babaev et Anna Vyshlova avaient auparavant occupé des postes de direction au sein de l'entreprise.
Dmitry Razumov est président du conseil d'administration de Renaissance Capital, fournissant une supervision et des conseils sur son développement stratégique et son expansion internationale et gérant les relations de l'entreprise avec les principaux clients et parties prenantes sur tous les marchés de l'entreprise,
De 2000 à 2003, Vyacheslav Nikolaev a travaillé comme analyste en télécommunications dans une entreprise russe,
Anthony Simone, président de Renaissance Capital, se concentre sur les bureaux internationaux de la société et la couverture des clients institutionnels, ainsi que sur la réglementation, la gouvernance et d'autres questions d'entreprise.
Elena Grishina est la directrice financière de Renaissance Capital. À ce titre, elle est responsable des activités de financement et des relations avec les investisseurs de Renaissance Capital.
Temi Popoola est PDG du Nigeria, avec un accent sur les actions et le développement de l'offre de banque d'investissement de la société dans le pays,
Amr Helal est PDG pour l'Afrique du Nord. Il travaille pour le cabinet depuis octobre 2017 en tant qu'administrateur non exécutif indépendant au Caire. En tant que PDG, Amr dirige la franchise de l'entreprise en Afrique du Nord et supervise la stratégie de l'entreprise et la couverture des clients seniors dans la région.
Stanley Kariuki est PDG et responsable des actions pour le Kenya, où il supervise l'équipe locale et est responsable de la négociation et des opérations,
Marios Hadjiyannakis est PDG de Chypre. Il a la responsabilité globale du développement commercial régional, des opérations et des relations réglementaires.
Depuis 2004, Oleg zhelezko, à l'invitation de Stephen Jennings, a pris le contrôle de la direction de la négociation de titres dérivés dans la banque d'investissement Renaissance Capital,,

## La géographie
Renaissance Capital se concentre sur les marchés émergents et frontaliers. L'entreprise possède des bureaux à Moscou, Londres, New York, Lagos, Nairobi, Johannesburg, Le Cap, Le Caire et Nicosie.
Le Caire sert de point focal pour les activités de l'entreprise au Moyen-Orient et en Afrique du Nord, L'une des transactions marquantes dans cette région a été le premier placement d'actions à la Bourse égyptienne, réalisé en mai 2016 pour le compte de Egypt El Mansour & El Maghraby Investment and Development Company via un montage accéléré d'actions de Crédit Agricole Egypt SAE. Renaissance Capital a agi en tant que seul organisateur et bookrunner unique du placement. Le bureau de Renaissance Capital à Lagos (Nigéria) sert de plaque tournante pour les opérations de la société en Afrique de l'Ouest, et son bureau de Nairobi (Kenya) fournit une base pour ses activités dans l'est du continent. La société a géré des transactions au Nigeria, au Kenya, en Afrique du Sud, en Éthiopie, en Ouganda, au Rwanda, en Tanzanie, en Égypte et en Zambie.

## Classements, notes et récompenses
En 2020, Renaissance Capital a été nommée  " Banque d'investissement de l'année pour les marchés émergents en Europe '' et  "Banque d'investissement indépendante de l'année pour le développement durable '' dans le cadre des " Investment Banking Awards 2020 '' du magazine The Banker. Auparavant, le banquier avait désigné Renaissance Capital comme la banque la plus innovante pour les marchés émergents en 2018 et la banque la plus innovante d'Europe centrale et orientale en 2019  En mai 2020, l'émission d'euro-obligations menée par Renaissance Capital pour Ardshinbank a été désignée par The Banker comme la plus exceptionnelle de sa catégorie en Europe.
En 2019, Renaissance Capital a été nommée meilleure banque d'investissement de Russie en 2018 aux Euromoney Awards for Excellence 2019.
Lors des Financial Mail Analyst Awards 2019, l'équipe de recherche de Renaissance Capital a été classée quatrième pour la recherche globale sur les actions pour la deuxième année consécutive, chacun des analystes d'Afrique du Sud et d'Afrique subsaharienne étant classé dans le top 3.

## Offre de produits
Renaissance Capital offre une variété de services de banque d'investissement sur les marchés de la dette et des capitaux propres et des fusions et acquisitions, vente et le négoce d'actions, de titres à revenu fixe, de change et dérivés, de couverture, de REPO et de financement, ainsi que le courtage de premier ordre  et la recherche .
La société a créé une unité de négociation algorithmique dans le cadre de son activité de produits dérivés existante pour répondre à la demande croissante des clients et tirer parti des opportunités du marché.
Renaissance Capital a agi en tant qu'organisateur sur un certain nombre de transactions sur les marchés financiers en Russie, notamment: IPO de Beeline de 127,4 millions de dollars à NYSE en novembre 1996 - la première introduction en bourse hors de Russie; IPO d'ALROSA de 1,3 milliard de dollars en octobre 2013 - la plus grande introduction en bourse jamais réalisée à la Bourse de Moscou; Introduction en bourse de 2,24 milliards de dollars de RUSAL en janvier 2010 - première offre de Hong Kong par une société russe; ainsi que les introductions en bourse majeures au détail - Rosneft 10,7 milliards de dollars IPO en juillet 2006  et VTB environ 8 milliards de dollars IPO en mai 2007.
Dans l'espace frontière et émergent, Renaissance Capital a organisé un certain nombre de transactions pionnières, dont les suivantes :
- Une émission obligataire senior à trois ans de 500 millions de GEL pour Bank of Georgia, la toute première émission obligataire internationale en monnaie locale en Géorgie[55].
- Une émission de 15 milliards de RUB pour le Kazakhstan Temir Zholy (KTZ), la compagnie ferroviaire publique de la République du Kazakhstan, la première émission d'entreprise pour un emprunteur étranger sur le marché intérieur du rouble russe[56].
- Une vente d'euro-obligations de 350 millions de dollars pour Eurotorg, la première émission d'obligations internationales d'entreprise par une société bélarussienne[57],[58]
- La première obligation d'infrastructure d'entreprise de 10 milliards NGN du Nigéria pour Viathan Group, une société soutenue par le capital-investissement, fournit des solutions d'alimentation au gouvernement, aux ménages et aux entreprises au Nigéria, utilisant le gaz naturel comme carburant[59].
- Une introduction en bourse de 167 milliards d'UGX de CiplaQCIL, un producteur pharmaceutique ougandais de médicaments vitaux de haute qualité et abordables, à la bourse ougandaise[60].
- L'émission de droits et le placement privé du Groupe Bank of Kigali, qui a soulevé c. 7 milliards de KES, ce qui en fait la plus importante levée de capitaux jamais réalisée au Rwanda et la plus grande transaction sur les marchés de capitaux en Afrique de l'Est en 2018[61].
- Émission obligataire internationale de 750 millions de CHF de Gazprom avec un taux de coupon de 1,45%, le coupon le plus bas jamais réalisé par une entreprise des marchés émergents (ME)[62].
- Une émission de 200 millions de CHF sur quatre ans pour Africa Finance Corporation, avec le coupon le plus bas jamais obtenu par un émetteur africain sur le marché du CHF[63].
- Début de l'émission d'obligations internationales de 300 millions de dollars [64] et émission de 125 millions de dollars supplémentaires de niveau 1 pour TBC Bank - le montant le plus important jamais émis par une banque géorgienne au format AT1[65].